# Io sono Fasma
Io sono Fasma è il secondo album in studio del rapper italiano Fasma, pubblicato il 28 febbraio 2020.

## Tracce
Testi di Tiberio Fazioli, musiche di Luigi Zammarano.
1. Tu sei Fasma – 3:32
2. Fenice – 3:12
3. Lo faccio davvero (feat. Lil Zeff) – 2:30
4. Nudi – 1:58
5. S.D.A – 2:14
6. 2000 – 2:08
7. Per sentirmi vivo – 2:57
8. Cosa? Scusa! – 2:12
9. Tommy – 1:42
10. Basta! – 2:00
11. NO(I) – 2:22
12. Ricetta-RR – 2:42
13. 100m sotto terra (feat. Barak Da Baby) – 1:52
14. Non so chiedere aiuto (feat. Riviera) – 2:34

## Classifiche
| Classifica (2020) | Posizione massima |
| ----------------- | ----------------- |
| Italia            | 6                 |